# Sarcophaga africa
Espèce
Synonymes
- Mesothrysia madagascariensis Enderlein, 1928
- Musca haemorroidalis Fallén, 1816
- Sarcophaga cruentata Meigen, 1826
- Sarcophaga geogina Weidemann, 1830
- Sarcophaga nurus Rondani, 1860[1]

Sarcophaga africa (Sarcophaga (Bercaea) africa) est une espèce de mouches appartenant à la famille des Sarcophagidae communément connues sous le nom de mouches à viande. C'est une des espèces les mieux connues de son genre. S. africa se nourrit sur les tissus vivants et morts, y compris des escargots, d'autres matières en décomposition et les fèces,. 
S. africa est une espèce synanthropique connue pour provoquer des myiases chez l'homme, et le bétail. L'espèce est considérée comme utile en entomologie légale en raison de cette qualité,. Elle est coprophage, pond ses œufs dans les selles et peut être élevée à partir d'excréments humains et animaux. La mouche pond aussi des œufs dans les chairs en décomposition et peut être élevée à partir de matières en décomposition.